# Pseudhammus
Pseudhammus is een kevergeslacht uit de familie van de boktorren (Cerambycidae). De wetenschappelijke naam van het geslacht werd voor het eerst geldig gepubliceerd in 1894 door Kolbe.

## Soorten
Pseudhammus omvat de volgende soorten:
- Pseudhammus rousseti Teocchi, Jiroux & Sudre, 2004
- Pseudhammus alboplagiatus Breuning, 1935
- Pseudhammus congoanus (Duvivier, 1891)
- Pseudhammus congolensis Hintz, 1913
- Pseudhammus feae Aurivillius, 1910
- Pseudhammus occidentalis (Dillon & Dillon, 1959)
- Pseudhammus occipitalis (Lameere, 1893)
- Pseudhammus oculifrons (Chevrolat, 1856)
- Pseudhammus rothschildi Gahan, 1909
- Pseudhammus rugosicollis (Dillon & Dillon, 1959)
- Pseudhammus similis (Dillon & Dillon, 1959)
- Pseudhammus vicinus Breuning, 1935
- Pseudhammus affinis Dillon & Dillon, 1959
- Pseudhammus albovariegatus Breuning, 1954
- Pseudhammus discoideus (Harold, 1879)
- Pseudhammus impressifrons Dillon & Dillon, 1959
- Pseudhammus longicornis Dillon & Dillon, 1959
- Pseudhammus myrmidonum Kolbe, 1894
- Pseudhammus rhamnus Dillon & Dillon, 1959
- Pseudhammus shari Dillon & Dillon, 1959
- Pseudhammus vittatus Aurivillius, 1927